# Naohisa Takato
Naohisa Takato (født 30. maj 1993) er en japansk judoka.
Takato er i øjeblikket den bedst placerede judoka i verden i ekstra-letvægtsdivisionen.
Han blev en af judos mest fremtrædende kæmpere ved at vinde verdensmesterskaberne i 2013.
Samme år vandt han også Masters i Tjumen og de prestigefyldte Grand Slams i Paris, Tokyo og Moskva.
Med disse succeser blev Takato rangeret som nr. 1 i verden i 2013 og 2014.
Med speciale i kastet kata guruma er hans fysiske og tekniske kampstil blevet ikonisk inden for judo.
Takato vandt bronzemedaljen som Japans ekstra-letvægtsrepræsentant ved Sommer-OL 2016 og vandt guldmedaljen i samme konkurrence ved Sommer-OL 2020 i Tokyo, Japan.

## Eksterne henvisininger
- Naohisa Takatos profil på Olympics.com (engelsk)
- Naohisa Takatos profil på Olympic.org (arkiveret) (engelsk)
- Naohisa Takatos profil på Sports-Reference OL-resultater (arkiveret) (engelsk)
- Naohisa Takatos profil på Olympedia (engelsk)
- Naohisa Takato hos JudoInside.com (engelsk)